# Letteguives
Letteguives est une commune française située dans le département de l'Eure, en région Normandie.

## Géographie

### Hydrographie
La commune est située dans le bassin Seine-Normandie. Elle n'est drainée par aucun cours d'eau,.

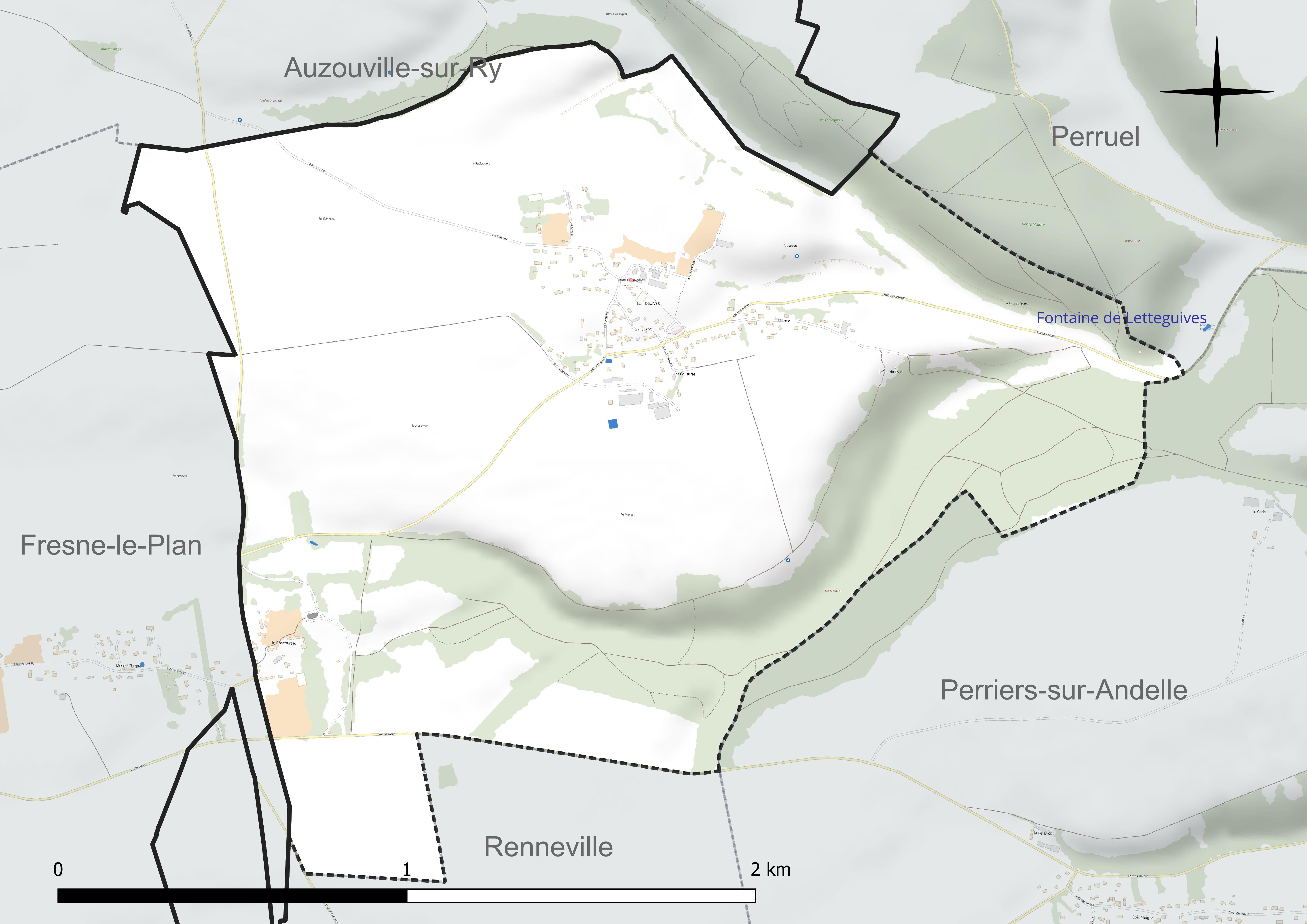
Réseau hydrographique de Letteguives.

### Climat
Pour des articles plus généraux, voir Climat de la Normandie et Climat de l'Eure.
En 2010, le climat de la commune est de type climat océanique dégradé des plaines du Centre et du Nord, selon une étude du CNRS s'appuyant sur une série de données couvrant la période 1971-2000. En 2020, Météo-France publie une typologie des climats de la France métropolitaine dans laquelle la commune est exposée à un climat océanique et est dans la région climatique  Côtes de la Manche orientale, caractérisée par un faible ensoleillement (1 550 h/an) ; forte humidité de l’air (plus de 20 h/jour avec humidité relative > 80 % en hiver), vents forts fréquents. Parallèlement le GIEC normand, un groupe régional d’experts sur le climat, différencie quant à lui, dans une étude de 2020, trois grands types de climats pour la région Normandie, nuancés à une échelle plus fine par les facteurs géographiques locaux. La commune est, selon ce zonage, exposée à un « climat maritime », correspondant au Pays de Caux, frais, humide et pluvieux, légèrement plus frais que dans le Cotentin.
Pour la période 1971-2000, la température annuelle moyenne est de 10,4 °C, avec  une amplitude thermique annuelle de 13,8 °C. Le cumul annuel moyen de précipitations est de 807 mm, avec 12,8 jours de précipitations en janvier et 8,3 jours en juillet. Pour la période 1991-2020, la température moyenne annuelle observée sur la station météorologique la plus proche, située sur la commune de Boos à 10 km à vol d'oiseau, est de 10,9 °C et le cumul annuel moyen de précipitations est de 847,5 mm,. Pour l'avenir, les paramètres climatiques de la commune estimés pour 2050 selon différents scénarios d’émission de gaz à effet de serre sont consultables sur un site dédié publié par Météo-France en novembre 2022.

## Urbanisme

### Typologie
Au 1er janvier 2024, Letteguives est catégorisée commune rurale à habitat dispersé, selon la nouvelle grille communale de densité à 7 niveaux définie par l'Insee en 2022.
Elle est située hors unité urbaine. Par ailleurs la commune fait partie de l'aire d'attraction de Rouen, dont elle est une commune de la couronne,. Cette aire, qui regroupe 317 communes, est catégorisée dans les aires de 200 000 à moins de 700 000 habitants,.

### Occupation des sols
L'occupation des sols de la commune, telle qu'elle ressort de la base de données européenne d’occupation biophysique des sols Corine Land Cover (CLC), est marquée par l'importance des territoires agricoles (74,9 % en 2018), une proportion identique à celle de 1990 (74,9 %). La répartition détaillée en 2018 est la suivante : 
terres arables (55,8 %), prairies (19,1 %), forêts (19 %), zones urbanisées (6,2 %). L'évolution de l’occupation des sols de la commune et de ses infrastructures peut être observée sur les différentes représentations cartographiques du territoire : la carte de Cassini (XVIIIe siècle), la carte d'état-major (1820-1866) et les cartes ou photos aériennes de l'IGN pour la période actuelle (1950 à aujourd'hui).

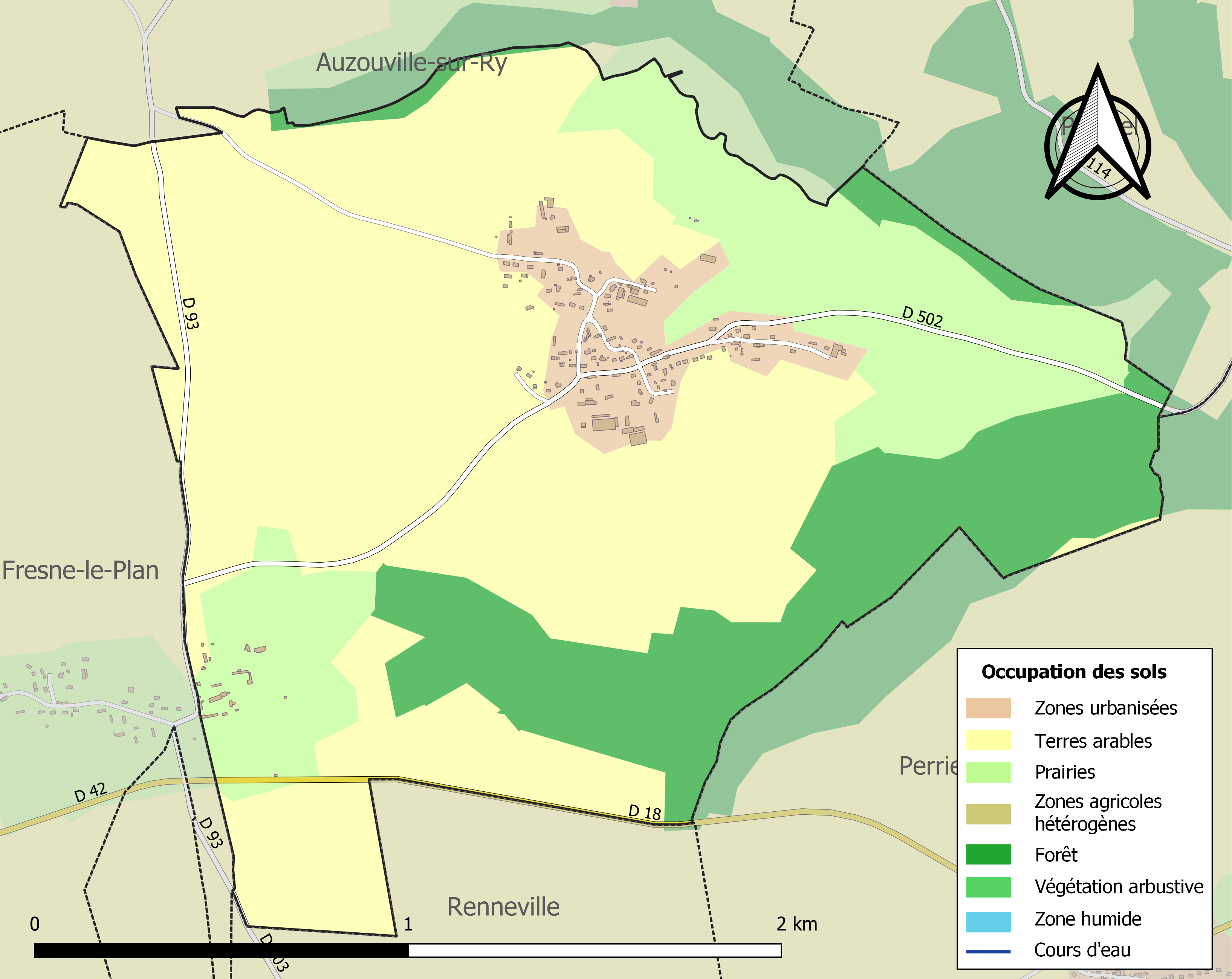
Carte des infrastructures et de l'occupation des sols de la commune en 2018 (CLC).

## Toponymie
Le nom de la localité est attesté sous les formes Litigelvilla vers 1025 (ch. de Richard II)
Litegieve au XIIe siècle (cartulaire de Mortemer) ; Lieteguive en 1272 ; Leteguive, Letiguive, Letheguive, Lethiguive en 1318 ; Lette Guive en 1704 (Th. Corneille) ; Laideguive en 1709 (dén. du royaume) ;  Leteguive en 1782 (Dictionnaire des postes) ;  Létequive en 1828 (Louis Du Bois).

## Histoire
Toussaint Duplessis note que sur les registres de l'archevèché de Rouen, ce lieu est appelé souvent : Læeta Judæa pour Letta Judæa, comme si Guive était ici pour Juive. Nos n'avons pas besoin de faire remarquer combien cette étymologie est hasardée : il est bien plus naturel de prendre la forme : Litigel villa.
Le patronage et la seigneurie de Letteguives dépandaient de l'abbaye de Saint-Ouen.
La charte de Richard II pour Saint-Ouen fait mention de Letteguives : "Litigelvillam cum ecclesia, quam dedit Rainoldus."
Le pouillé d'Eudes Rigaud constate que l'abbé de Saint-Ouen présentait à la cure : "Litigiva".
Dans le livre des jurés de Saint-Ouen, Letteguives a son article : "Premièrement : une granche et environ XXXII acres de terre en 1 tenant et ajuste d'un costé as cortis de Leteguive".
En 1318, Jean, abbé de Saint-Ouen, concéda : "in perpetuum hereditagium Johanni Lecoq quamdam acram terre... ad villam de Lethiguive, pro tribus minis, cum dimidio mistillionis...". Dans cet acte, le nom de Letteguives est écrit "Liteguive" et "Lithiguyve".
Le cartulaire de l'abbaye de Saint-Amand contient quelques renseignements sur Letteguives. Ainsi, fol. XXIII v°, figure comme témoin : "Willelmus de Busco Ursel."
Enfin, ailleurs on trouve ce passage : "A terra Nicolai de Fonte usque ad terras de Lieteguive." (1272)
Suivant un aveu du 22 avril 1678, Letteguives était un fief qui appartenait à l'abbaye de Saint-Ouen.
Le village fut donné à l'abbaye Saint-Ouen de Rouen. De 1469 à 1474, un manoir sur le territoire de la paroisse appartenait aux religieux de Saint-Ouen (loué 500 muids de blé). Après la Révolution, André Nicolas François Baron Adam, président du Tribunal civil de Rouen, devint propriétaire du domaine de Letteguives.

## Politique et administration
| Période                                  | Période  | Identité                                      | Étiquette | Qualité                                         |
| ---------------------------------------- | -------- | --------------------------------------------- | --------- | ----------------------------------------------- |
| 1922                                     | av.1938  | Georges Jourdain de Thieulloy                 |           | Capitaine de cavalerie Châtelain de Bosc-Oursel |
| Les données manquantes sont à compléter. |          |                                               |           |                                                 |
| 1959                                     | 2001     | Comte Hervé Jourdain de Thieulloy (1928-2016) |           | Châtelain de Bosc-Oursel                        |
| mars 2001                                | 2020     | Jean-Luc Etur                                 | PS        | Retraité                                        |
| 2020                                     | En cours | Valérie Grégoire                              |           | Auxiliaire de puériculture                      |
| Les données manquantes sont à compléter. |          |                                               |           |                                                 |

## Démographie
L'évolution du nombre d'habitants est connue à travers les recensements de la population effectués dans la commune depuis 1793. Pour les communes de moins de 10 000 habitants, une enquête de recensement portant sur toute la population est réalisée tous les cinq ans, les populations de référence des années intermédiaires étant quant à elles estimées par interpolation ou extrapolation. Pour la commune, le premier recensement exhaustif entrant dans le cadre du nouveau dispositif a été réalisé en 2008.

En 2022, la commune comptait 208 habitants, en évolution de +3,48 % par rapport à 2016 (Eure : −0,25 %, France hors Mayotte : +2,11 %).
| 1793 | 1800 | 1806 | 1821 | 1831 | 1836 | 1841 | 1846 | 1851 |
| ---- | ---- | ---- | ---- | ---- | ---- | ---- | ---- | ---- |
| 246  | 207  | 233  | 237  | 236  | 248  | 275  | 301  | 285  |

| 1856 | 1861 | 1866 | 1872 | 1876 | 1881 | 1886 | 1891 | 1896 |
| ---- | ---- | ---- | ---- | ---- | ---- | ---- | ---- | ---- |
| 293  | 252  | 243  | 212  | 203  | 193  | 189  | 182  | 158  |

| 1901 | 1906 | 1911 | 1921 | 1926 | 1931 | 1936 | 1946 | 1954 |
| ---- | ---- | ---- | ---- | ---- | ---- | ---- | ---- | ---- |
| 141  | 140  | 140  | 140  | 121  | 101  | 94   | 112  | 128  |

| 1962 | 1968 | 1975 | 1982 | 1990 | 1999 | 2006 | 2008 | 2013 |
| ---- | ---- | ---- | ---- | ---- | ---- | ---- | ---- | ---- |
| 117  | 133  | 110  | 164  | 187  | 184  | 195  | 199  | 205  |

| 2018 | 2022 | - | - | - | - | - | - | - |
| ---- | ---- | - | - | - | - | - | - | - |
| 206  | 208  | - | - | - | - | - | - | - |

## Lieux et monuments
- L'église Saint-Martin, XIIe siècle, XVIIe siècle.
- Château de Letteguives, construit en 1850. Il a appartenu à la famille Lucas de Lestanville.
- Château de Boscoursel, construit en 1711. Il a été transformé après la Seconde Guerre mondiale, par l'abbé Delacroix, en colonie de vacances (Foyer Ozonan), pour des enfants de Rouen ayant subi les bombardements.

## Personnalités liées à la commune
- André Arbus (1903-1969), ébéniste décorateur et architecte. Il est enterré dans le cimetière de la commune.